# Лінзоподібна галактика

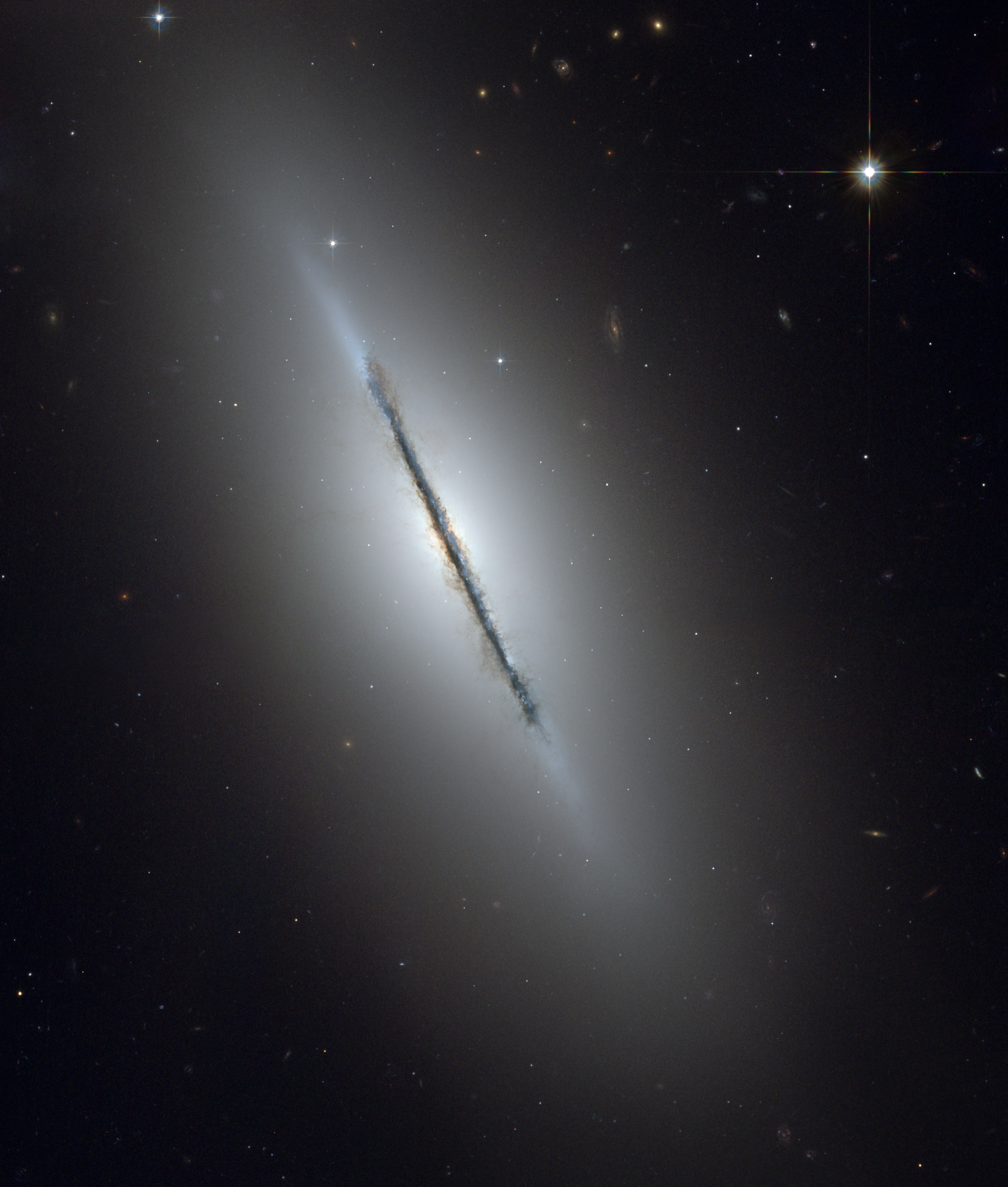
Лінзоподібна галактика NGC 5866 у сузір'ї Дракона.

Лінзоподі́бна гала́ктика — тип галактик, проміжний між еліптичними та спіральними в класифікації Габбла. Лінзоподібні галактики — це дискові галактики (як і, наприклад, спіральні), які витратили або втратили свою міжзоряну речовину (як еліптичні). Характерною особливістю лінзоподібних галактик є ступінчасте зменшення яскравості від центру до периферії. У них спостерігаються темні дугоподібні утвори між яскравішими центральними та тьмянішими периферійними частинами. У тих випадках, коли галактика обернена до спостерігача ребром, часто буває важко відрізнити лінзоподібні галактики від спіральних через невиразність рукавів.
За класифікацією Хаббла лінзоподібними галактиками є класи S0 та SB0 (галактики з баром).
Класифікація де Вокулера додає ще SA0, SAB0.

## Зовнішні посилання
- Каталог Мессье на SEDS: Линзообразные галактики [Архівовано 3 серпня 2005 у Wayback Machine.]